# Konstantyn Krefft
Konstantyn Krefft (* 7. März 1867 im Dorf Lubnia bei in der Kaschubei; † 11. Juni 1940 im KZ Stutthof) war ein polnischer katholischer Geistlicher und NS-Opfer.

## Leben
Seine Eltern waren der Bauer Jan Krefft und Elżbieta geb. Szczepańska. Konstantyn hatte elf Geschwister. Nach dem Abitur in Konitz (heute Chojnice) besuchte Krefft das Priesterseminar in Pelplin. Am 12. September 1893 wurde er zum Priester geweiht. In Freiburg im Breisgau setzte er sein Studium in den Bereichen Katechese und Predigtlehre fort. Im Februar 1895 wurde er mit der Dissertation Die Gotteslehre Justins der Märtyrers promoviert.
Als Kaplan war er in Graudenz und Danzig (St. Brigitten) tätig. 1899–1901 war er Verwalter der Pfarrei in Bütow (Bytów). Anschließend kam er als Hilfspriester nach Zoppot, wo er 1902 half die Kirche Maria Meeresstern zu errichten. Im Mai 1904 wurde er zum Pfarrer von Hochstüblau (Zblewo) ernannt. Auf seine Initiative wurde die Pfarrei Ofen (Piece) errichtet, wo er auch Pfarrer wurde und in den Jahren 1911–1914 die Kirche errichtete.
1927 wurde Krefft Seelsorger in Subkowy (deutsch: Subkau) bei Dirschau, das seit 1920 zum polnischen Korridor gehörte. Im Herbst 1930 wurde er Geistlicher in der Stadt Tuchola (Tuchel). Hier erbaute er mit der imposanten Pfarrkirche Bożego Ciała (Fronleichnamskirche) in den Jahren 1935–1939 sein drittes Gotteshaus.
Sein Verdienst war nicht nur der Bau von drei Kirchen, daneben war er ein hochgeschätzter und beliebter Seelsorger, dazu in vielen kirchlichen Vereinen aktiv. Er galt als Patriot und leidenschaftlicher Prediger, der sich nicht scheute in Polen soziale Missstände und Ungerechtigkeiten anzuprangern. Er war auch bekannt für die Hingabe, mit der er Gottesdienste in deutscher Sprache gestaltete.
Bei Ausbruch des Zweiten Weltkrieges hielt er vor der Schlacht in der Tucheler Heide eine patriotische Predigt vor polnischen Soldaten. Trotz vieler Warnungen blieb er in Tuchel und wurde dort am 30. September durch die Gestapo verhaftet. Er kam nach Kamień Krajeński (deutsch: Kamin) ins Gefängnis.
Am 15. Dezember 1939 wurde er mit 20 anderen polnischen Priestern und Lehrern in das KZ Stutthof überführt. Dort starb er am 11. Juni 1940 infolge körperlicher Entkräftung. Mit anderen Häftlingen wurde er in Saspe bei Danzig begraben. Nach dem Krieg wurden seine Gebeine in ein Grab auf dem Friedhof der Pfarrei Tuchola umgebettet.

## Gedenken und Seligsprechungsverfahren
In Sopot erinnert seit 1985 ein Denkmal an ihn, vier katholische Seelsorger, die auf ähnliche Weise umkamen, und 69 weitere Bürger.
Am  17. September 2003 wurde ein Verfahren der Seligsprechung als Märtyrer eingeleitet, zu den 121 weiteren Seelsorgern gehören auch Piotr Sosnowski und Włodzimierz Szembek.

## Bilder der Kirchenbauten

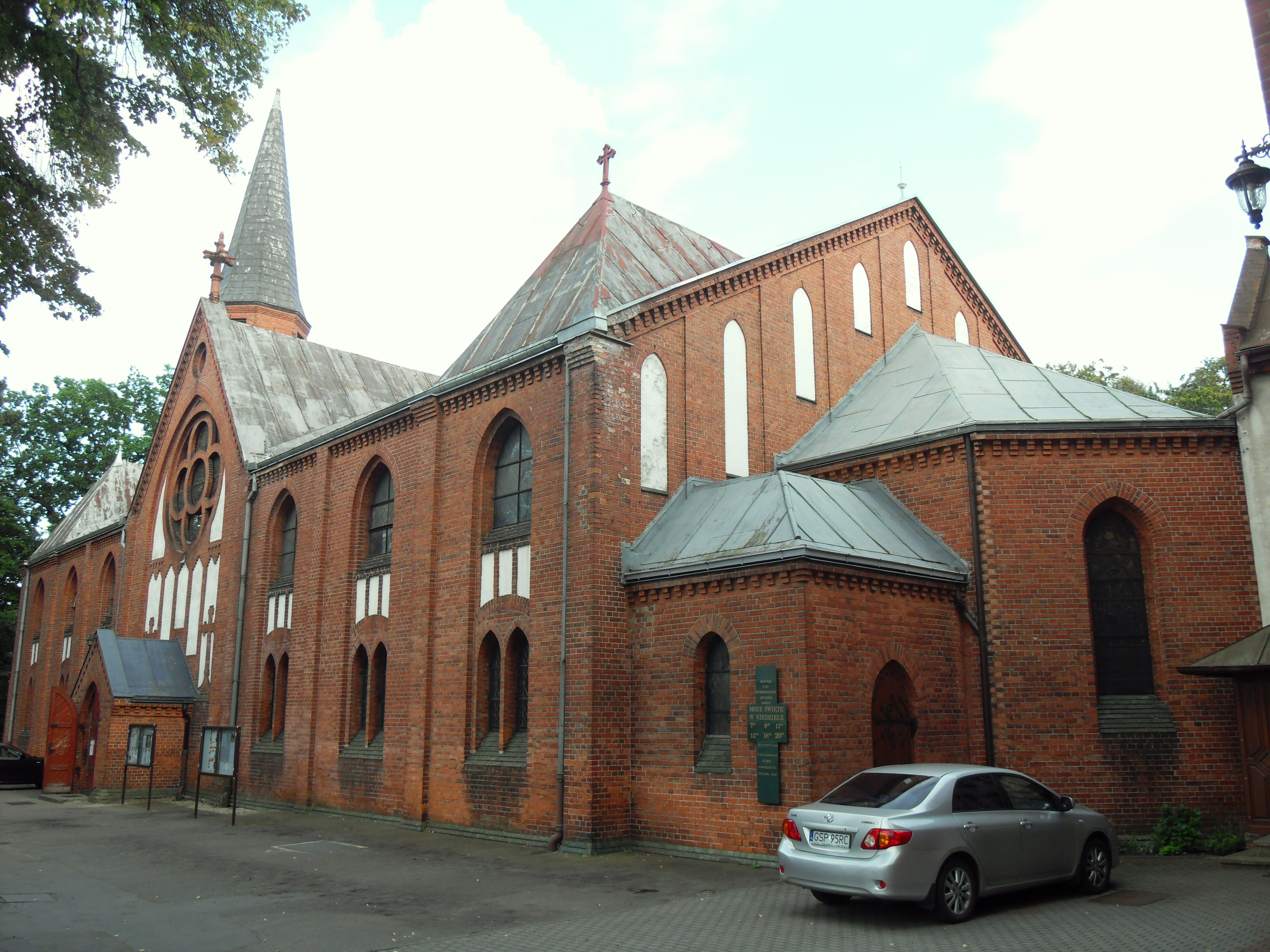
Kirche Maria Meeresstern in Sopot / Zoppot, um 1902 erbaut
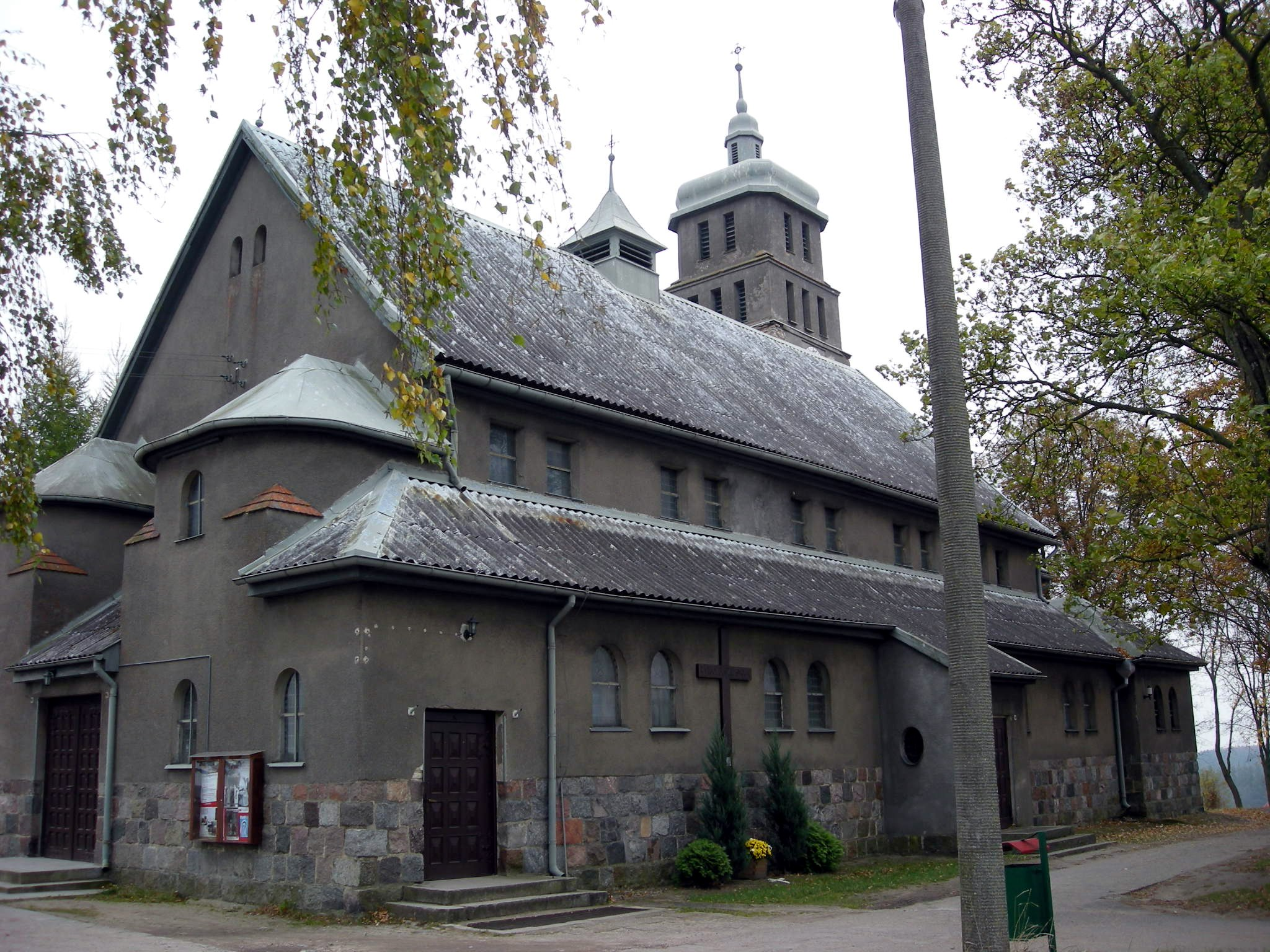
Kirche in Piece / Ofen, 1911−1914 erbaut
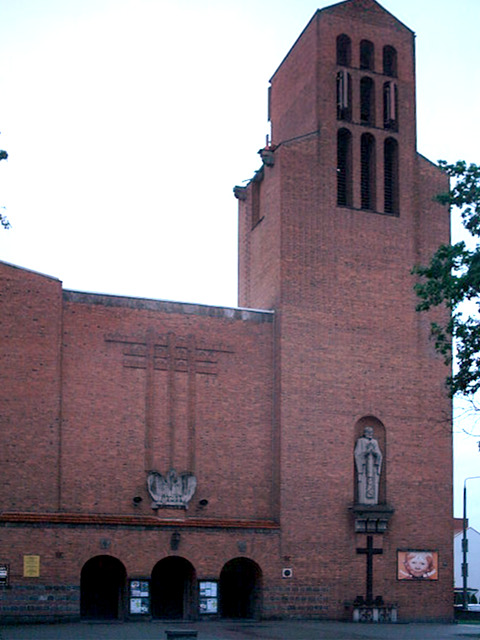
Kirche in Tuchola / Tuchel, 1935−1939 erbaut